# Tina Šutej
Tina Šutej (ur. 7 listopada 1988 w Lublanie) – słoweńska lekkoatletka, specjalizująca się w skoku o tyczce.

## Osiągnięcia
- srebrny medal mistrzostw świata juniorów (Pekin 2006)
- 2. miejsce w zawodach I ligi drużynowych mistrzostw Europy (Budapeszt 2010)
- 10. miejsce podczas mistrzostw Europy (Barcelona 2010)
- srebro uniwersjady (Shenzhen 2011)
- 10. miejsce podczas mistrzostw Europy (Zurych 2014)
- 11. miejsce na igrzyskach olimpijskich (Rio de Janeiro 2016)
- 8. miejsce na halowych mistrzostwach Europy (Belgrad 2017)
- 2. miejsce w zawodach II ligi drużynowych mistrzostw Europy (Varaždin 2019)
- 13. miejsce podczas mistrzostw świata (Doha 2019)
- srebrny medal halowych mistrzostw Europy (Toruń 2021)
- 1. miejsce w zawodach II ligi drużynowych mistrzostw Europy (Stara Zagora 2021)
- brązowy medal halowych mistrzostw świata (Belgrad 2022)
- 4. miejsce podczas mistrzostw świata (Eugene 2022)
- brązowy medal mistrzostw Europy (Monachium 2022)
- srebrny medal halowych mistrzostw Europy (Stambuł 2023)
- 1. miejsce[a] w zawodach II dywizji drużynowych mistrzostw Europy[b] (Chorzów 2023)
- 4. miejsce podczas mistrzostw świata (Budapeszt 2023)
- srebrny medal halowych mistrzostw Europy (Apeldoorn 2025)
- srebrny medal halowych mistrzostw świata (Nankin 2025)
- 1. miejsce w zawodach II dywizji drużynowych mistrzostw Europy (Maribor 2025)
- mistrzyni kraju w różnych kategoriach wiekowych

Czterokrotna uczestniczka igrzysk olimpijskich: w 2012 na igrzyskach olimpijskich w Londynie zajęła 19. pozycję w eliminacjach, która nie dała jej awansu do finału. Cztery lata później, podczas igrzysk w Rio de Janeiro zajęła 11. miejsce. W trzecim olimpijskim starcie w Tokio (2021) uplasowała się na 5. pozycji, natomiast w 2024 w Paryżu zakwalifikowała się do finału, w którym zajęła 19. miejsce.

## Rekordy życiowe
- skok o tyczce (stadion) – 4,81 (2023)
- skok o tyczce (hala) – 4,82 (2023) rekord Słowenii